# Saccharum spontaneum
Grama de Kans (Saccharum spontaneum) (em Hindi: काँस kām̥s, em oriá: କାଶତଣ୍ଡି kāśataṇḍi) em Assamês: কঁহুৱা, খাগৰী kahuwa, khagori é uma gramínea nativa do subcontinente indiano. É uma erva perene, crescendo até três metros de altura, com raízes rizomatosas de propagação.
Na savana e planície de Terai-Duar , uma ecorregião de várzea na base da Cordilheira do Himalaia, no Nepal, Índia, Bangladesh e Butão, a grama kans rapidamente coloniza planícies de silte expostas, criadas anualmente pelo recuo das inundações causadas pelas monções, formando caminhos quase perfeitos nas partes mais baixas da planície de inundação. Os prados de Kans são um habitat importante para o rinoceronte-indiano (Rhinoceros unicornis). No Nepal, a grama kans é cultivada em telhados de colmo e em cercas vivas.
Em outros lugares, sua capacidade de colonizar rapidamente solos degradados permitiu a ela tornar-se uma espécie invasora que toma conta de áreas agricolas e pastagens,

## Usos
A Saccharum spontaneum recebe diversos nomes populares no subcontinente indiano, por exemplo Kash '[কাশ] comum em bengali [বাংলা]. Alguns desses nomes são dados, em alusão a propriedades medicinais ayurvédicas.